# 加藤ヒロノリ
加藤 ヒロノリ（かとう ひろのり）は、アナログゲームのゲームデザイナー、作家。大阪市西成区出身。

アナログ作家集団のグループSNEに所属。

代表作はモンスター・コレクションTCG関連。

## 作品リスト

### TCG

#### モンスター・コレクションTCG（富士見書房）
- 「モンスター・コレクション」スターター／ブースターパック
- 「古代帝国の遺産」ブースターパック
- 「魔導師の黙示録」ブースターパック
- 「空中庭園の降臨」ブースターパック
- 「黄金樹の守護者」ブースターパック
- 「太陽王の覚醒」ブースターパック
- 「聖都の決闘者」ビギナーズセット
- 「モンスター・コレクション２」スターター／ブースターパック
- 「放浪王の帰還」ブースターパック
- 「灼熱の百年戦争」ブースターパック
- 「魔法帝国の興亡」スターター／ブースターパック
- 「冥界の六皇子」ブースターパック
- 「六王国の戦火」スターター／ブースターパック
- 「竜皇の凱歌」ブースターパック
- 「時間獣の封印」ブースターパック
- 「新世紀の胎動」ブースターパック
- 「聖王の刻印」スターター／ブースターパック
- 「ビギナーズセット」
- 「真珠竜の秘宝」スタンダードデック
- 「金剛神の守護者」スタンダードデック
- 「神霊獣の咆吼」ブースターパック
- 「千年皇国の栄光」ブースターパック
- 「海皇神の王子」ベストカードデック
- 「樹界霊の歌姫」ベストカードデック
- 「鷹眼の行進歌」ベストカードデック（ステージ１）
- 「夢魔の輪舞曲」ベストカードデック（ステージ１）
- 「英雄王の星誕」ブースターパック（ステージ１）
- 「復活の破壊神」ブースターパック（ステージ１）
- 「星剣姫の烙印」ブースターパック（ステージ１）
- 「豪天城の戦鬼」ベストカードデック（ステージ２）
- 「蒼天界の神馬」ベストカードデック（ステージ２）
- 「伏龍殿の覇者」ブースターパック（ステージ２）
- 「紅河宮の精霊」ブースターパック（ステージ２）
- 「聖晶塔の宝鍵」ブースターパック（ステージ２）
- 「暗黒卿の秘儀」ブースターパック（ステージ２）
- 「火竜」トライアルデック（ブロック１）
- 「剣姫」トライアルデック（ブロック１）
- 「アルフレアの不死鳥」ブースターパック（ブロック１）
- 「ソラステルの堕天使」ブースターパック（ブロック１）
- 「紺碧海の女王」ブースターパック（ブロック１／２）
- 「魔女」トライアルデック（ブロック２）
- 「戦天使」トライアルデック（ブロック２）
- 「ヴァローカの精霊祭」ブースターパック（ブロック２）
- 「サーガランドの貴公子」ブースターパック（ブロック２）
- 「竜神殿の巫女」ブースターパック（ブロック２／３）
- 「巨神姫――エスリン」トライアルデック（ブロック３）
- 「海皇竜――カドモス」トライアルデック（ブロック３）
- 「銀嶺のリヒテルス」ブースターパック（ブロック３）
- 「煉獄のガルシルト」ブースターパック（ブロック３）
- 「妖貴妃」トライアルデック（ブロック３／４）
- 「金剛神」トライアルデック（ブロック３／４）
- 「サザンの聖角獣」ブースターパック（ブロック３／４）
- 「アポカリプスの魔剣」ブースターパック（ブロック３／４）
- 「闇騎士――エリゴール」トライアルデック（ブロック４／５）
- 「獅子姫――リオネット」トライアルデック（ブロック４／５）
- 「マーシュラントの魔竜」ブースターパック（ブロック：４／５）
- 「ジオテランの歌姫」ブースターパック（ブロック４／５）
- 「ホーリィの手記」トライアルデック（ブロックレジェンド）
- 「不滅なる聖騎士」ブースターパック（ブロックレジェンド）

#### 六門天外モンコレナイトOCG（富士見書房）
- 「六門天外モンコレナイト」スターター／ブースターパック
- 「聖魔大戦」ブースターパック

#### マグナ・スペクトラTCG（富士見書房）
- 「マグナ・スペクトラ」スターター／ブースターパック
- 「紫禁海の魔狼」ブースターパック
- 「魔天楼の使徒」ブースターパック

### TRPG

#### 六門世界RPG（富士見書房）
- 「六門世界RPG　ルールブック」
- 「六門世界RPGサプリメント　迷宮都市メルラルズ」
- 「六門世界RPGサプリメント　海賊都市クロスボーン」
- 「六門世界RPGプレイヤーズガイド キャラクター・コレクション」
- 「六門世界RPGサモナーズガイド モンスター・コレクション」

#### 六門世界RPGセカンドエディション（新紀元社）
- 「六門世界RPGセカンドエディション」
- 「六門世界RPGセカンドエディションサプリメント①　サザンの闘技場」
- 「六門世界RPGセカンドエディションサプリメント②　空中庭園エリュシオン」
- 「六門世界RPGセカンドエディションサプリメント③　ジオテランの世界樹」
- 「六門世界RPGセカンドエディションサプリメント④　ガルシルトの試練場」
- 「六門世界RPGセカンドエディションサプリメント⑤　エレメンタル・ストーム」

#### タンクライフRPGダークブレイズ（新紀元社）
- 「タンクライフRPG　ダークブレイズ」
- 「ダークブレイズ・サプリメント　ヴァルキリータワー」
- 「ダークブレイズ・サプリメント　アバドンゲート」
- 「ダークブレイズ・サプリメント　ブラッディコープス」

### リプレイ

#### 央華封神RPG関連
- 「男、央華に立つ！　――央華封神リプレイ立志編」（電撃文庫）

#### 六門世界RPG関連
- 「召喚ムスメと地下迷宮①」（富士見書房／ドラゴンブック）
- 「召喚ムスメと地下迷宮②」（富士見書房／ドラゴンブック）
- 「スカーレット・ラプソディ①」（新紀元社　Role＆Roll Book）
- 「スカーレット・ラプソディ②」（新紀元社　Role＆Roll Book）

#### 六門世界RPGセカンドエディション関連
- 「スカーレット・オーバード①」（新紀元社　Role＆Roll Book）
- 「スカーレット・オーバード②」（新紀元社　Role＆Roll Book）
- 「スカーレット・シンフォニー①」（新紀元社　Role＆Roll Book）
- 「スカーレット・シンフォニー②」（新紀元社　Role＆Roll Book）

#### ダークブレイズ関連
- 「ダークブレイズ・イラストレイター・セッション・リプレイ　それいけ！　中古車戦車隊！」（新紀元社　Role＆Roll Book）

### 小説

#### ホーリィの手記（富士見書房）
- 「ホーリィの手記　炎のラビリンス」（富士見ファンタジア文庫）
- 「ホーリィの手記２　アポカリプスの魔剣」（富士見ファンタジア文庫）
- 「ホーリィの手記３　黄金の太陽と銀の月」（富士見ファンタジア文庫）
- 「ホーリィの手記４　氷結晶のプリズン」（富士見ファンタジア文庫）
- 「ホーリィの手記５　エスタルの神聖騎士」（富士見ファンタジア文庫）
- 「ホーリィの手記６　星の声、時の歌」（富士見ファンタジア文庫）

#### モンスター・コレクション・サモナーズ（富士見書房）
- 「モンスター・コレクション・サモナーズ　アルフレアの不死鳥」（富士見書房／ドラゴンブック）
- 「モンスター・コレクション・サモナーズII　ソラステルの堕天使」（富士見書房／ドラゴンブック）

### コミック原作
- 「モンスター・コレクション　ドラゴン使いのアーニャ」（富士見書房）

### ドラマＣＤ脚本
- 「モンスター・コレクションTCG　ドラマCD　七星魔導史マフィン伝　魔剣の姫君と花園の歌姫」
- 「モンスター・コレクションTCG　ドラマCD　七星魔導史マフィン伝　魔剣の姫君と女神候補生」
- 「モンスター・コレクションTCG　ドラマCD　七星魔導史マフィン伝　魔剣の姫君と暗黒卿の秘儀」

### その他
- 「Let's Play! モンスター図鑑　―― 厄災のドラゴン 」